# Landet vi ärvde
Landet vi ärvde är en svenskspråkig finländsk TV-serie i fem avsnitt från 1980 i regi av Åke Lindman. Den bygger på Erik Andréns roman Byn (1980) och i rollerna ses flera amatörskådespelare från Jakobstadstrakten där serien filmades. Serien utspelar sig under åren 1944–1954 i Svenska Österbottens landsbygd. I huvudrollerna ses Erik Sandvik (pappa) och Kerttu Jansson (mamma) samt Tor Göran Åsbacka och Tage Åsbacka som deras söner. Musiken skrevs av Leif Segerstam och serien fotades av Pauli Sipiläinen.